# Orchimantoglossum salaminense
Orchimantoglossum salaminense là một loài thực vật có hoa trong họ Lan. Loài này được (Kalop. & Constantin.) ined. mô tả khoa học đầu tiên.